# Gökhan Dincer
Gökhan Dincer (* 14. Mai 1988 in Demirci) ist ein türkischer Fußballspieler in Diensten von Manisaspor.

## Karriere
Gökhan Dincer begann mit dem Vereinsfußball als Dreizehnjähriger in der Jugend von Demirci Belediyespor und wechselte ein Jahr später in die Jugend von Akhisar Belediyespor. Im Frühjahr 2004 erhielt er hier einen Profivertrag und spielte eine Spielzeit weiterhin für die Reservemannschaft. Er machte bis zum Saisonende zwei Ligapartien. Erst in seiner vierten Saison kam er zu regelmäßigen Einsätzen und wurde Stammspieler. In der Spielzeit 2009/10 wurde man Vizemeister der TFF 2. Lig und stieg in die TFF 1. Lig auf.
Zum Ende der Saison 2011/12 erreichte man völlig überraschend die Meisterschaft der TFF 1. Lig und damit den direkten Aufstieg in die Süper Lig.
Zum Sommer 2013 wechselte er auf Leihbasis zum Zweitligisten Fethiyespor. Der Abstieg in die Drittklassigkeit konnte nicht verhindert werden. In der Sommerpause 2014 wechselte er zu Denizlispor und unterschrieb für ein Jahr.
Nach dem Vertragsende bei Denizlispor wechselte er im Sommer 2015 zum Drittligisten Manisaspor.

## Erfolge
Mit Akhisar Belediyespor
- Vizemeister der TFF 2. Lig und Aufstieg in die TFF 1. Lig: 2009/10
- Meister der TFF 1. Lig und Aufstieg in die Süper Lig: 2011/12